# Thermodynamische Temperatur
Thermodynamische Temperatur ist die Temperaturskala, die sich auf den absoluten Nullpunkt bezieht und dort den Wert null hat. Sie wird auch als absolute Temperatur bezeichnet. Im Internationalen Einheitensystem (SI) wird sie in der Einheit Kelvin gemessen; in den USA wird auch die Rankine-Skala verwendet.
Anders als die Alltag gebräuchliche Celsius-Temperatur hat die thermodynamische Temperatur keinen willkürlich festgelegten, sondern einen physikalisch begründeten Nullpunkt. Die  thermodynamische Temperatur ist bei einem klassischen idealen Gas proportional zu seiner inneren Energie.
Wenn in grundlegenden physikalischen Formeln die „Temperatur“ vorkommt, handelt es sich um die thermodynamische Temperatur.

## Bezeichnung
Für „thermodynamische Temperatur“ ist auch das Synonym „absolute Temperatur“ in Gebrauch, normgerecht ist aber nur „thermodynamische Temperatur“:
- Das Internationale Büro für Maß und Gewicht (BIPM), das das Internationale Einheitensystem (SI) definiert, verwendet nur den Begriff „thermodynamische Temperatur“.[1]
- Die EU-Gesetzgebung folgt dem SI.[2]
- Die International Electrotechnical Commission und die Deutsche Kommission Elektrotechnik Elektronik Informationstechnik verwenden ebenfalls den Begriff „thermodynamische Temperatur“; die Bezeichnung „absolute Temperatur“ wird abgelehnt.[3][4]
- Die Norm DIN EN ISO 80000-5:2020-0 „Größen und Einheiten – Teil 5: Thermodynamik“ kennt ebenfalls nur „thermodynamische Temperatur“

## Thermodynamische Definition der Temperatur
Die thermodynamische Temperatur eines physikalischen Systems im Zustand des thermischen Gleichgewichts wird mit Hilfe des Wirkungsgrades einer idealen Wärmekraftmaschine definiert. Die folgenden zwei Forderungen definieren die thermodynamische Temperatur.
- Zunächst definiert man den Quotienten von Temperaturen wie folgt: Man betrachtet eine reversibel und periodisch arbeitende Wärmekraftmaschine, die in einer Periode einem Reservoir A eine (infinitesimal kleine) Wärmemenge {\displaystyle Q_{A}} entnimmt, einen Teil davon in mechanische Arbeit {\displaystyle W} umwandelt, und den Rest {\displaystyle Q_{B}=Q_{A}-W} als Abwärme an ein Reservoir B abgibt. Die beiden Reservoirs A und B sollen sich dabei jeweils in unterschiedlichen thermischen Gleichgewichtszuständen befinden. (Dabei sind sowohl negative als auch positive Vorzeichen für {\displaystyle W} zugelassen, je nachdem, ob A kälter oder wärmer als B ist.) Das Verhältnis der Temperaturen {\displaystyle T_{A}} und {\displaystyle T_{B}} von A bzw. B wird dann so definiert:

{\displaystyle {\frac {T_{A}}{T_{B}}}={\frac {Q_{A}}{Q_{B}}}}
- Durch die Festlegung eines weiteren Temperaturwerts wird dann die thermodynamische Temperatur vollständig definiert. Die Kelvin-Skala wurde beispielsweise im SI-Einheitensystem dadurch festgelegt, dass dem Tripelpunkt von Wasser definitionsgemäß die thermodynamische Temperatur 273,16 K zugeordnet wurde. Seit 2019 gilt eine neue Definition über die Boltzmann-Konstante.

Die hinter dieser Temperaturdefinition stehende empirische Beobachtung ist, dass zwei Wärmekraftmaschinen, die im Wettbewerb um den besten Wirkungsgrad zwischen zwei gegebenen Wärmebädern jeweils konstanter Temperatur arbeiten, einen ähnlichen Wirkungsgrad aufweisen. Je mehr sich beide Parteien bemühen, Energieverluste ihrer Maschine zu minimieren, desto geringer fallen die noch möglichen Steigerungen des Wirkungsgrades aus und desto geringer die Unterschiede zwischen den Konkurrenten. Bemerkenswert daran ist, dass das auch gilt, wenn die Arbeitsweise der konkurrierenden Maschinen so verschieden sind wie Dampfturbine, Stirlingmotor und Peltier-Element. Diese Definition hat also den Vorteil der Universalität. Zu jedem gegebenen Temperaturbereich kann ein physikalischer Prozess mit dort hohem Wirkungsgrad ausgewählt werden, bei tiefen Temperaturen etwa magnetische Effekte, siehe Magnetische Kühlung.

### Herleitung aus dem allgemeinen Gasgesetz
Auch aus der Zustandsgleichung
{\displaystyle p\cdot v=R\cdot T\qquad }
des idealen Gases kann auf die thermodynamische Temperatur geschlossen werden, wenn  Druck {\displaystyle p} und molares Volumen {\displaystyle v} bekannt sind. {\displaystyle R} bezeichnet die  Gaskonstante. Auch für reale Gase gilt, dass beim Grenzwert {\displaystyle p\to 0} für das molare Volumen {\displaystyle v\to \infty } gilt, so dass die Abstände zwischen den Gasteilchen beliebig groß werden und zwischen ihnen keine Wechselwirkung mehr zu berücksichtigen ist. Daher nähern sich reale Gase dem idealen Gas an, so dass die thermodynamische Temperatur auch als Grenzwert der für reale Gase gemessenen Größen dargestellt werden kann:
{\displaystyle T=\lim _{p\to 0}{\frac {p\cdot v}{R}}}
Dies ist seit 2019 die im Internationalen Einheitensystem vereinbarte Definition der thermodynamischen Temperatur.

### Logische Konsistenz der Temperaturdefinition
Die logische Konsistenz dieser Temperaturdefinition ist eine Folge des zweiten Hauptsatzes der Thermodynamik. Es gilt nämlich:
- Zwei reversibel und periodisch arbeitende Wärmekraftmaschinen zwischen den gleichen Reservoirs A und B haben genau den gleichen Wirkungsgrad. Andernfalls könnte man nämlich die Wärmekraftmaschine mit dem geringeren Wirkungsgrad „rückwärts“ als Wärmepumpe betreiben, die Maschine mit dem höheren Wirkungsgrad jedoch vorwärts, und zwar so, dass in der Bilanz dem Reservoir B gleich viel Wärme zugeführt wie entnommen wird. Dann hätte man insgesamt eine periodisch arbeitende Maschine, die nur dem Reservoir A Wärme entnimmt, daraus mechanische Arbeit gewinnt, jedoch Reservoir B unverändert lässt. Das wäre ein Perpetuum mobile zweiter Art, das nach dem zweiten Hauptsatz der Thermodynamik nicht existiert.
- Betrachten wir drei Reservoirs A, B und C, jedes für sich im thermischen Gleichgewicht. Obige Definition liefert dann drei Temperaturquotienten {\displaystyle T_{A}/T_{B}}, {\displaystyle T_{B}/T_{C}} und {\displaystyle T_{A}/T_{C}}. Damit die Temperaturdefinition widerspruchsfrei ist, muss die folgende Konsistenzbedingung gelten:

{\displaystyle {\frac {T_{A}}{T_{B}}}\cdot {\frac {T_{B}}{T_{C}}}={\frac {T_{A}}{T_{C}}}}
Lassen wir nun eine erste Wärmekraftmaschine zwischen A und B und eine zweite Wärmekraftmaschine zwischen B und C operieren. Die erste Maschine entnehme dem Reservoir A eine Wärmemenge {\displaystyle Q_{A}} und führe dem Reservoir B die Abwärme {\displaystyle Q_{B}} zu. Die zweite Maschine entnehme dem Reservoir B genau die gleiche Wärmemenge {\displaystyle Q_{B}} und führe dem Reservoir C die Abwärme {\displaystyle Q_{C}} zu. In der Bilanz wird also dem Reservoir B gleich viel Wärme zugeführt wie entnommen. Das System aus beiden Maschinen kann damit als eine Wärmekraftmaschine zwischen A und C aufgefasst werden. Aus der Gleichung
{\displaystyle {\frac {Q_{A}}{Q_{B}}}\cdot {\frac {Q_{B}}{Q_{C}}}={\frac {Q_{A}}{Q_{C}}}}
folgt mit Hilfe der Definition der Temperaturquotienten die obige Konsistenzbedingung.

### Statistische Definition und Entropie
Die statistische Definition der Temperatur nach Boltzmann setzt die thermodynamische Temperatur in einen Zusammenhang mit der Entropie {\displaystyle S}, die ein logarithmisches Maß für die Anzahl der einem isolierten System zugänglichen Mikrozustände {\displaystyle \Omega } (also das Phasenraumvolumen) bei vorgegebenem Makrozustand angibt:
{\displaystyle S=k_{\mathrm {B} }\ln(\Omega )}
wobei der Proportionalitätsfaktor {\displaystyle k_{\mathrm {B} }} die Boltzmann-Konstante bezeichnet.
Die thermodynamische Temperatur ist dann der Kehrwert der partiellen Ableitung der Entropie {\displaystyle S} nach der inneren Energie {\displaystyle U}:
{\displaystyle {\frac {1}{T}}={\frac {\partial S}{\partial U}}}
Für alle reversiblen Wechselwirkungen, bei denen nur Wärme ausgetauscht wird, gilt dann:
{\displaystyle \mathrm {d} S={\frac {\partial S}{\partial U}}\mathrm {d} U={\frac {\mathrm {d} U}{T}}}
woraus
{\displaystyle \mathrm {d} U=\delta Q_{\mathrm {rev} }=T\mathrm {d} S}
sowie die Formulierung durch Clausius folgt:
{\displaystyle \mathrm {d} S={\frac {\delta Q_{\mathrm {rev} }}{T}}}
Das {\displaystyle \delta }-Symbol kennzeichnet dabei ein unvollständiges Differential.

## Die Temperatur in der statistischen Mechanik
Eng verwandt mit diesem Begriff der thermodynamischen Temperatur ist die Temperatur in der statistischen Mechanik: Ein System der statistischen Mechanik im thermischen Gleichgewicht bei der Temperatur {\displaystyle T} wird durch eine Wahrscheinlichkeitsdichte {\displaystyle e^{-{\frac {H}{k_{\mathrm {B} }T}}}/Z} beschrieben. Dabei bezeichnet {\displaystyle H} die Energiefunktion, also in der klassischen Physik die Hamilton-Funktion, in der Quantenphysik den Hamilton-Operator. Weiter bezeichnet {\displaystyle k_{\mathrm {B} }} die Boltzmann-Konstante. Die Normierungskonstante {\displaystyle Z} wird Zustandssumme genannt. Der Term {\displaystyle e^{-{\frac {H}{k_{\mathrm {B} }T}}}} heißt Boltzmann-Faktor.